# Omocyrius
Omocyrius es un género de escarabajos longicornios.

## Especies
- Omocyrius fulvisparsus Pascoe, 1866
- Omocyrius jansoni Ritsema, 1888